# Fauski
Fauski är en bergstopp i republiken Island. Den ligger i regionen Austurland, 270 km öster om huvudstaden Reykjavík. Toppen på Fauski är 944 meter över havet, eller 184 meter över den omgivande terrängen. Bredden vid basen är 0,81 km.
Trakten runt Fauski är nära nog obefolkad, med mindre än två invånare per kvadratkilometer. Det finns inga samhällen i närheten. Trakten runt Fauski är permanent täckt av is och snö.